# Байнова
Байнова (Байново) — упразднённая в ноябре 1960 года деревня. Располагалась на территории современного муниципального образования Каменск-Уральского городского округа Свердловской области.

## География

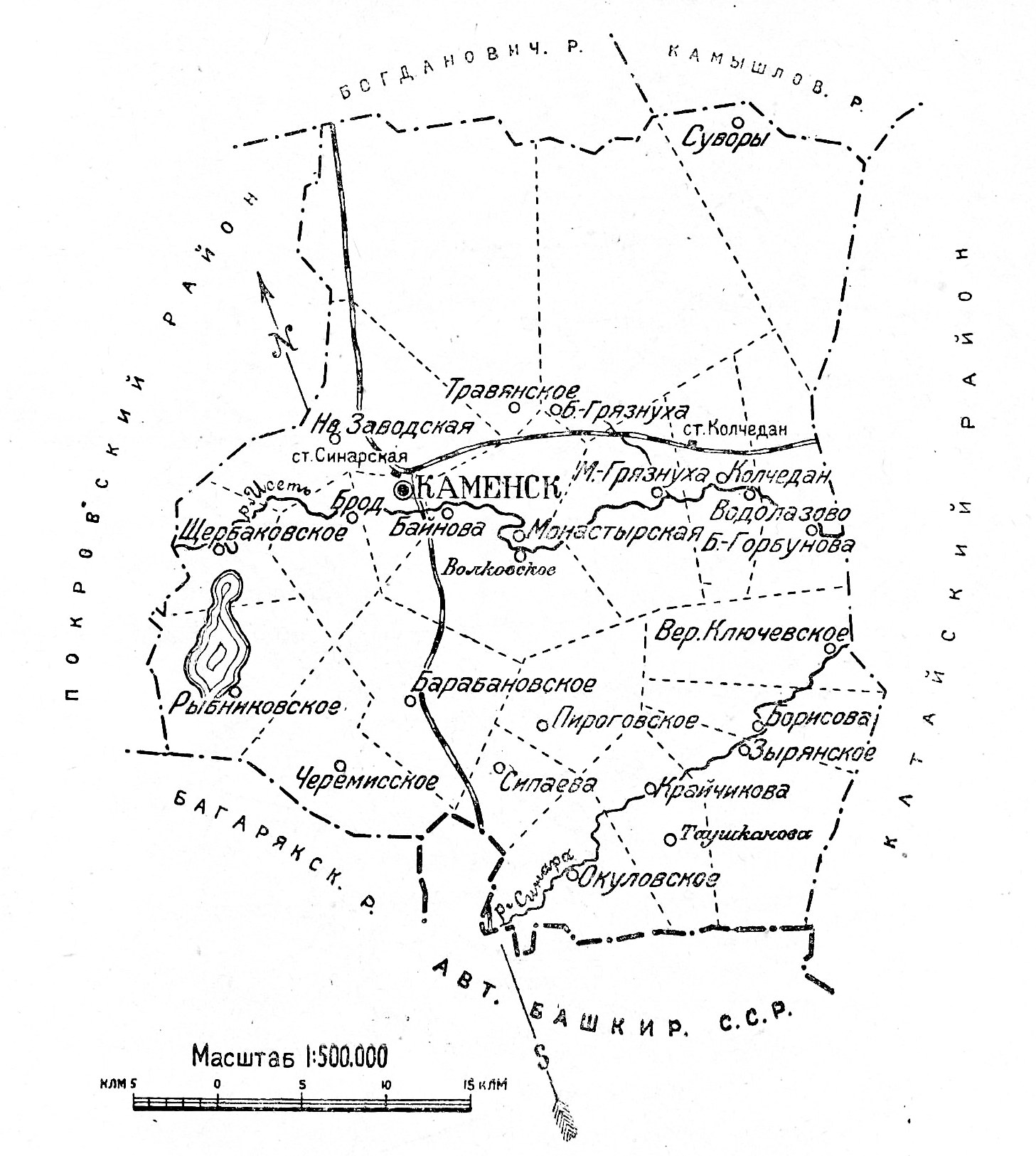
Байнова на схеме Каменского района;
1928 год

Деревня Байнова находилось на правом берегу реки Исеть, в 5 верстах от Каменского завода.

## История
Первые упоминания о деревне Байнова встречаются начиная с 1709 года. Ранее на территории деревни находился башкирский аул. Жители деревни занимались земледелием. В деревне преобладала фамилия Байновы.
В 1916 году деревня относилась к Каменской волости. В 1928 году Байнова входила в Байновский сельсовет Каменского района Шадринского округа Уральской области. 29 марта 1945 года Байнова вошла в образованный Красногорский район города Каменск-Уральский. 25 ноября 1960 года посёлок Байново исключен из Бродовского сельсовета и включён в городскую черту Каменска-Уральского. Так в середине XX века деревня исчезла, а её территория была застроена многоэтажными домами Красногорского района города.
28 мая 1965 года в городе Каменск-Уральский на территории школы № 16 установлен памятный мемориал жителям деревни погибшим в ВОВ. Автор современного варианта — В. В. Пермяков. Установлен на средства учащихся средней школы № 16. Инициатором создания мемориала был директор школы, Почётный гражданин Каменска-Уральского Владимир Петрович Шевалёв.

## Население
- По данным 1904 года — 216 дворов с населением 833 человека (мужчин — 394, женщин — 439), все русские[4].
- По данным переписи 1926 года в деревне Байнова было 249 дворов с населением 1085 человека (мужчин — 501, женщин — 584), все русские[2].